# Балабин, Юрий Михайлович
Юрий Михайлович Балабин (1922—2007) — лётчик штурмовой авиации, участник Великой Отечественной войны, Герой Советского Союза (1945). Генерал-майор авиации.

## Биография
Юрий Балабин родился 28 августа 1922 года в Астрахани. Окончил среднюю школу. В 1940 году был призван на службу в Рабоче-крестьянскую Красную Армию. В 1941 году окончил военную авиационную школу в Саратове. С августа 1942 года — на фронтах Великой Отечественной войны.
Исключительно успешный боевой вылет Юрий Балабин произвел 10 июня 1943 года в группе 12 самолетов Ил-2 при штурмовке вражеского аэродрома Сокольники-Харьков, где было сосредоточено свыше 50 самолетов противника. Несмотря на сильное противодействие ЗА (зенитной артиллерии) группа выполнила задание, уничтожив и повредив до 25 самолетов, вызвав 7 очагов пожаров, 6 взрывов в ангарах, подавив огонь 4 точек зенитной артиллерии.
Юрий Балабин участвовал в ожесточенных воздушных сражениях на Белгородском направлении. 19 июля 1943 года в районе села Прохоровка, группа Ил-2, ведомая Балабиным, выйдя на цель, маневрируя от зенитного огня противника, нанесла точный бомбардировочный удар, сорвав атаку противника, уничтожив 4 танка и 13 автомашин.
7 августа 1943 года при штурмовке войск и техники противника в районе Казачья-Лопань-Журавлевка, группа самолетов Ил-2 встретила на высоте 900 метров до 60 вражеских самолетов Ю-87 под прикрытием 18 самолетов Мe-109. Группа Ил-2 врезалась в строй вражеских бомбардировщиков, дерзкой атакой Балабин сбил ведущего Ю-87, а его группа сбила ещё 3 Ю-87 и один МЕ-109, чем создали панику в группе врага, заставив сбросить бомбы на свои же войска. После воздушного боя группа успешно выполнила задание по штурмовке войск и техники противника на земле.
Юрий Балабин являлся известным опытным разведчиком авиационного корпуса, неоднократно доставлял командованию исключительно ценные разведданные о противнике накануне важнейших сражений.
За отличную боевую работу по срыву немецкого летнего наступления 1943 года, за освобождение городов Белгород, Харьков, Полтава, Александрия, Кировоград, Львов, Перемышль и другие, Юрий Балабин получил 14 благодарностей Народного комиссара обороны.
К маю 1945 года гвардии капитан Балабин был штурманом 144-го гвардейского штурмового авиационного полка 9-й гвардейской штурмовой авиационной дивизии 1-го гвардейского штурмового авиационного корпуса 2-й воздушной армии 1-го Украинского фронта. За годы войны совершил 232 боевых вылета на разведку и штурмовку. Только за период с января по апрель 1945 года в ходе нанесения штурмовых ударов Балабин лично уничтожил 1 самолёт, 7 танков, 13 автомашин, 6 орудий, 4 цистерны с горючим, 3 склада с боеприпасами. За образцовое выполнение боевых заданий Балабин получил 12 благодарностей от Верховного Главнокомандующего.
Указом Президиума Верховного Совета СССР от 27 июня 1945 года гвардии капитан Юрий Балабин был удостоен высокого звания Героя Советского Союза с вручением ордена Ленина и медали «Золотая Звезда» за номером 6521.
После окончания войны продолжил службу в Советской Армии. В 1951 году окончил Военно-воздушную академию в Монино, а в 1961 году — Военную академию Генерального штаба. В 1974 году в звании генерал-майора Балабин был уволен в запас. Проживал в Волгограде. Умер 16 января 2007 года. Похоронен на Димитриевском (Центральном) кладбище.
Был также награждён орденом Ленина, тремя орденами Красного Знамени, орденом Александра Невского, двумя орденами Отечественной войны 1-й степени, орденом Красной Звезды, российским орденом Дружбы (1.04.1995), а также рядом медалей.